# Nichlaul
Nichlaul là một thị xã và là một nagar panchayat của quận Maharajganj thuộc bang Uttar Pradesh, Ấn Độ.

## Địa lý
Nichlaul có vị trí 27°19′B 83°44′Đ / 27,32°B 83,73°Đ Nó có độ cao trung bình là 91 mét (298 feet).

## Nhân khẩu
Theo điều tra dân số năm 2001 của Ấn Độ, Nichlaul có dân số 15.501 người. Phái nam chiếm 53% tổng số dân và phái nữ chiếm 47%. Nichlaul có tỷ lệ 56% biết đọc biết viết, thấp hơn tỷ lệ trung bình toàn quốc là 59,5%: tỷ lệ cho phái nam là 67%, và tỷ lệ cho phái nữ là 44%. Tại Nichlaul, 18% dân số nhỏ hơn 6 tuổi.